# Espion modèle
Espion modèle ou Espion à la mode (Cover Up) est une série télévisée américaine en 22 épisodes de 50 minutes, créée par Glen A. Larson et diffusée entre le 22 septembre 1984 et le 6 avril 1985 sur le réseau CBS.
En France, les 13 premiers épisodes furent diffusés sous le titre Espion à la mode du 14 juin au 31 août 1986 sur Canal+ et en intégralité sous le titre Espion modèle à partir du 6 janvier 1988 sur M6. Rediffusion à partir du 28 novembre 1990 sur M6.

## Synopsis
Danielle Reynolds, une photographe de mode, apprend à la mort de son mari que celui-ci était en fait agent secret. Elle engage Mac Harper, un ex béret vert pour retrouver son meurtrier. Par la suite, Henry Towler, un ambassadeur américain, les envoie autour du monde pour aider des Américains dans le problème. Ils vont habituellement au-delà de leur tâche assignée afin d'amener les coupables devant la justice, souvent à la consternation de Towler. Plus tard dans la série, Jack Striker est amené à reformer le duo avec Danielle Reynolds pour remplir le vide laissé par le décès de Mac.

## Distribution
- Richard Anderson (VF : Roland Ménard) : Henry Towler
- Jon-Erik Hexum (VF : Richard Darbois) : Mac Harper (Épisode 1 à 7)
- Antony Hamilton (VF : Marc Alfos) : Jack Striker (Épisode 8 à 22)
- Jennifer O'Neill (VF : Pauline Larrieu) : Danielle 'Dani' Reynolds
- Mykelti Williamson (VF : Pascal Renwick) : Rick
- Irena Ferris : Billie
- Ingrid Anderson : Gretchen
- Dana Sparks (en) : Ashley
- Kimberly Foster : Kim

## Épisodes
1. Première mission - (1re partie) (Cover Up - Part 1)
2. Première mission - (2e partie) (Cover Up - Part 2)
3. Folie meurtrière (Death in vogue)
4. Un sourire d'ange (The Million Dollar face)
5. Vidéo drogue (Harper-Gate)
6. Table d'écoute (Sudden Exposure)
7. Rien à perdre (Nothing to lose)
8. Les Lingots imaginaires (Golden opportunity)
9. Notes d'auteur (Writer's block)
10. Meurtre à Malibu (Murder in Malibu)
11. La Route de minuit (Midnight highway)
12. Subtile séduction (A Subtle sebuction)
13. Les Secrets de la dame en noir (Black window)
14. Le Prix d'une vie (Murder Offsure)
15. Un lion à Marbella (The Assassin)
16. La Vengeance (Rules to Die by)
17. Beau, riche et mort (Healthy, Wealthy and dead)
18. Le Grand méchant loup (The Ugliest american)
19. Qui veut tuer Miss Univers ? (Who's Trying to kill Miss Globe?)
20. Cinq ans de patience (Adam's Rib)
21. Intuition féminine (Jack of spaces)
22. Rancune tenace (Passions)

## Commentaires
- Le 16 octobre 1984, au cours d’un tournage, l’acteur Jon-Erik Hexum a été victime d’un accident mortel. Sous l'impact du contenu de la cartouche à blanc, un fragment d'os s'est encastré dans son cerveau provoquant une hémorragie cérébrale. Il a ensuite été remplacé au générique par Antony Hamilton, qui devient le nouvel équipier de Dani Reynolds, Jack Striker[1].